# Хлєбникова Марина Сергіївна
Мари́на Сергі́ївна Хлє́бникова (Дьо́міна) (26 грудня 1958, Одеса — 6 грудня 1998) — російська поетеса.

## Життєпис
Після закінчення Одеського політехнічного інституту (1981) працювала інженером-програмістом.
Писала вірші, друкувалась в московських та одеських журналах, у збірках.
1992 закінчила Літературний інститут імені Горького в Москві. Її прийняли до Спілки письменників Росії.
Крім віршів, писала прозу, п'єси, сценарії. 1998 підготувала до друку першу збірку віршів «Проверка слуха». Але 6 грудня 1998 поетеса померла і книга вийшла лише 2002 року.